# Emma Tallulah Behn
Emma Tallulah Behn (Lommedalen, 29 september 2008) is het derde kind en de derde dochter van de Noorse prinses Märtha Louise en de Noorse schrijver Ari Behn. 

## Biografie
De doopplechtigheid vond plaats te Oslo op 20 januari 2009. Emma is het vijfde kleinkind van koning Harald V en koningin Sonja van Noorwegen, en 7e in lijn van troonopvolging.
Emma heeft twee oudere zusters: Leah Isadora en Maud Angelica.